# United Unionist Action Council
La United Unionist Action Council (UUAC), en català, Consell Unionista Unit d'Acció, és una organització nord-irlandèsa lleialista fundada el 1977 pel United Ulster Unionist Council i dirigida per Joseph Burns. Continuadora de l'Ulster Workers' Council, organitza la vaga de maig de 1977 que encalla al cap d'onze dies i desapareix poc després.